# Alain Prujiner
 (décembre 2020).
Alain Prujiner est un juriste et professeur né en 1944. Il s'est distingué notamment par ses activités sur le droit du commerce international et le droit international privé.

## Honneurs
- 2013 - Professeur émérite de l'Université Laval[2]
- 2000 - Chevalier de l’Ordre national du mérite[3]